# Ropalopus sculpturatus
Ropalopus sculpturatus là một loài bọ cánh cứng trong họ Cerambycidae.